# US Super Tour w biegach narciarskich 2015/2016
US Super Tour w biegach narciarskich 2015/2016 to kolejna edycja tego cyklu zawodów. Rywalizacja rozpoczęła się 27 listopada 2015 r. w amerykańskim West Yellowstone, a zakończyła się 24 marca 2016 r. w amerykańskim Craftsbury.
W poprzednim sezonie tego cyklu najlepsi byli Amerykanie: wśród kobiet Rosie Brennan, a wśród mężczyzn Kris Freeman. W tym sezonie, najlepszymi zawodnikami okazali się również Amerykanie: Caitlin Patterson u kobiet i Eric Packer u mężczyzn.

## Kalendarz i wyniki

### Kobiety
| Lp. | Data              | Miejscowość      | Dystans                            | 1. miejsce        | 2. miejsce                  | 3. miejsce           |
| --- | ----------------- | ---------------- | ---------------------------------- | ----------------- | --------------------------- | -------------------- |
| 1.  | 27 listopada 2015 | West Yellowstone | Sprint s. dowolnym                 | Jennie Bender     | Hannah Halvorsen            | Dahria Beatty        |
| 2.  | 28 listopada 2015 | West Yellowstone | 10 km s. dowolnym                  | Katharine Ogden   | Chelsea Holmes              | Emilie Cederwaern    |
| 3.  | 5 grudnia 2015    | Sun Valley       | Sprint s. klasycznym               | Becca Rorabaugh   | Kaitlynn Miller             | Caitlin Patterson    |
| 4.  | 6 grudnia 2015    | Sun Valley       | 10 km s. klasycznym (start masowy) | Chelsea Holmes    | Becca Rorabaugh             | Caitlin Patterson    |
| 5.  | 30 stycznia 2016  | Lake Placid      | Sprint s. dowolnym                 | Kelsey Phinney    | Caitlin Patterson           | Anne Hart            |
| 6.  | 31 stycznia 2016  | Lake Placid      | 10 km s. klasycznym                | Caitlin Patterson | Kaitlynn Miller             | Chelsea Holmes       |
| 7.  | 6 lutego 2016     | Craftsbury       | 5 km s. dowolnym                   | Anne Hart         | Chelsea Holmes              | Erika Flowers        |
| 8.  | 7 lutego 2016     | Craftsbury       | 10 km s. klasycznym                | Erika Flowers     | Elizabeth Guiney Julia Kern | –                    |
| 9.  | 21 marca 2016     | Craftsbury       | 10 km s. dowolnym                  | Jessica Diggins   | Sadie Maubet Bjornsen       | Riitta-Liisa Roponen |
| 10. | 22 marca 2016     | Craftsbury       | Sprint s. klasycznym               | Jessica Diggins   | Ida Sargent                 | Rosie Brennan        |

### Mężczyźni
| Lp. | Data              | Miejscowość      | Dystans                            | 1. miejsce                 | 2. miejsce             | 3. miejsce                 |
| --- | ----------------- | ---------------- | ---------------------------------- | -------------------------- | ---------------------- | -------------------------- |
| 1.  | 27 listopada 2015 | West Yellowstone | Sprint s. dowolnym                 | Logan Hanneman             | Reese Hanneman         | Dakota Blackhorse-von Jess |
| 2.  | 28 listopada 2015 | West Yellowstone | 15 km s. dowolnym                  | Brian Gregg                | Matthew Edward Liebsch | Scott Patterson            |
| 3.  | 5 grudnia 2015    | Sun Valley       | Sprint s. klasycznym               | Dakota Blackhorse-von Jess | Reese Hanneman         | Tyler Kornfield            |
| 4.  | 6 grudnia 2015    | Sun Valley       | 15 km s. klasycznym (start masowy) | Scott Patterson            | Mads Ek Strøm          | Eric Packer                |
| 5.  | 30 stycznia 2016  | Lake Placid      | Sprint s. dowolnym                 | David Norris               | Eric Packer            | Akeo Maifeld-Carucci       |
| 6.  | 31 stycznia 2016  | Lake Placid      | 10 km s. klasycznym                | David Norris               | Kris Freeman           | Alexander Treinen          |
| 7.  | 6 lutego 2016     | Craftsbury       | 10 km s. dowolnym                  | Patrick Caldwell           | Tad Elliott            | Kris Freeman               |
| 8.  | 7 lutego 2016     | Craftsbury       | 10 km s. klasycznym                | Kris Freeman               | Cole Morgan            | Jørgen Grav                |
| 9.  | 21 marca 2016     | Craftsbury       | 15 km s. dowolnym                  | Noah Hoffman               | Scott Patterson        | Patrick Caldwell           |
| 10. | 22 marca 2016     | Craftsbury       | Sprint s. klasycznym               | Erik Bjornsen              | Reese Hanneman         | Logan Hanneman             |

### Sztafety mieszane
| Lp. | Data          | Miejscowość | Dystans                  | 1. miejsce                                                       | 2. miejsce                                                            | 3. miejsce                                                           |
| --- | ------------- | ----------- | ------------------------ | ---------------------------------------------------------------- | --------------------------------------------------------------------- | -------------------------------------------------------------------- |
| 11. | 24 marca 2016 | Craftsbury  | Sztafeta mieszana 4x5 km | APU 1 Erik Bjornsen Rosie Brennan Scott Patterson Chelsea Holmes | Vailbury Green Noah Hoffman Ida Sargent Tad Elliott Caitlin Patterson | SMS T2 Simi Hamilton Sophie Caldwell Patrick Caldwell Jessie Diggins |

## Klasyfikacje
| Lp. | Zawodniczka       | Punkty |
| --- | ----------------- | ------ |
| 1.  | Caitlin Patterson | 411    |
| 2.  | Anne Hart         | 365    |
| 3.  | Chelsea Holmes    | 337    |
| 4.  | Kaitlynn Miller   | 322    |
| 5.  | Becca Rorabaugh   | 241    |
| 6.  | Elizabeth Guiney  | 239    |
| 7.  | Erika Flowers     | 233    |
| 8.  | Katharine Ogden   | 210    |
| 9.  | Jennie Bender     | 202    |
| 10. | Jessica Diggins   | 180    |
| 11. | Jessica Yeaton    | 158    |
| 12. | Rosie Frankowski  | 140    |
| 13. | Ida Sargent       | 130    |
| 14. | Hannah Halvorsen  | 123    |
| 15. | Rosie Brennan     | 96     |

| Lp. | Zawodnik                   | Punkty |
| --- | -------------------------- | ------ |
| 1.  | Eric Packer                | 304    |
| 2.  | David Norris               | 246    |
| 3.  | Kris Freeman               | 237    |
| 4.  | Scott Patterson            | 233    |
| 5.  | Reese Hanneman             | 225    |
| 6.  | Tad Elliott                | 216    |
| 7.  | Brian Gregg                | 197    |
| 8.  | Alexander Treinen          | 181    |
| 9.  | Adam Martin                | 180    |
| 10. | Tyler Kornfield            | 159    |
| 11. | Patrick Caldwell           | 152    |
| 12. | Miles Havlick              | 149    |
| 13. | Dakota Blackhorse-von Jess | 138    |
| 14. | Erik Bjornsen              | 135    |
| 15. | Logan Hanneman             | 127    |